# Marian Zazeelaová
Marian Zazeelaová, nepřechýleně Marian Zazeela, celým rodným jménem Marian Susan Zazeela (15. dubna 1940 New York – 28. března 2024 tamtéž), byla americká hudebnice, kaligrafka a světelná designérka, manželka skladatele La Monte Younga.

## Život
Narodila se dne 15. dubna 1940 v New Yorku do židovské rodiny ruského původu. Její otec Herman Zazeela byl geriatr v nemocnici Mount Sinai, matka Helen Zazeela, rodným příjmením Heyderman, byla učitelka. Měla sestru Janet, provdanou Posnerovou. Vyrůstala v Bronxu a studovala na Střední škole Fiorella H. La Guardii (1953–1956) a poté na Bennington College ve Vermontu (1956–1960), kde v roce 1960 získala titul B.A. z malířství. Jejími učiteli byli sochaři Tony Smith a Paul Feeley. Po dokončení krátce studovala v ateliéru Henriho Goetze v Paříži. V Paříži, v roce 1960, se vdala za Abdallaha Schleifera (nedlouho poté se s ním bez jeho účasti rozvedla).
Zabývala se zejména kaligrafií. Roku 1960 měla svou první výstavu kaligrafií v New Yorku. Také začala pracovat jako světelná designérka a spolupracovala s režisérem Jackem Smithem (sama také vystupovala v jeho filmu Flaming Creatures a pózovala mu pro knihu The Beautiful Book). Také vytvářela scénografii pro divadelní představení knihy The System of Dante’s Hell od Amiriho Baraky. Rovněž natočila screen test pro Andyho Warhola.
Dne 22. června 1962 začala žít se skladatelem La Monte Youngem, za kterého se na den přesně o rok později provdala. Spolu s ním zpívala ve skupině Theatre of Eternal Music, v níž dále působili například John Cale, Tony Conrad a Angus MacLise. Roku 1970 začala spolu se svým manželem studovat u indického hudebníka Pandita Pran Natha vokální styl kirana gharana. Jeho žáky zůstali až do Nathovy smrti v roce 1996. V roce 2000 vyšla kniha Drawings, obsahující 71 jejích kreseb; kniha vyšla u příležitosti téměř šestiměsíční výstavy její tvorby v Německu. Je nositelkou ceny Anonymous Was a Woman Award za rok 2021.
V roce 1969 vytvořila s Youngem instalaci Dream House, která byla původně uvedena v Galerii Heinera Friedricha v Mnichově, později na několika dalších místech a od roku 1993 je k vidění v 275 Church Street v New Yorku.
Po roce 2003 přestala vytvářet nová grafická díla. Veřejnou hudební činnost ukončila v roce 2018 kvůli zdravotním problémům. Zemřela ve spánku doma v New Yorku dne 28. března 2024 ve věku 83 let. Od počátku března do května téhož roku probíhala probíhá v newyorské galerii Artists Space její výstava kaligrafií nazvaná Dream Lines.

## Diskografie
- 31 VII 69 10:26 - 10:49 PM / 23 VIII 64 2:50:45 - 3:11 AM The Volga Delta (1969)
- Dream House 78' 17" (1974)
- Ragas of Morning & Night (1986)
- Requiem for George Maciunas (1990)
- The Tamburas of Pandit Pran Nath (1999)
- Day of Niagara (2000)
- Raga Cycle – Palace Theatre – Paris 1972 (2006)

## Filmografie
- Flaming Creatures (1963; režie: Jack Smith)
- The Soap Opera (1964; režie: Piero Heliczer)
- Dirt (1965; režie: Piero Heliczer)
- In Between the Notes: A Portrait of Pandit Pran Nath (1986; režie: William Farley)
- John Cale (1998; režie: James Marsh)
- Jonas at the Ocean (2002; režie: Peter Sempel)